# Lactarius annulifer
Lactarius annulifer é um fungo que pertence ao gênero de cogumelos Lactarius, da ordem Russulales. Encontrado no Brasil, foi descrito cientificamente em 1983 pelo micologista alemão Rolf Singer.